# Seznam osebnosti iz Občine Hajdina
Seznam osebnosti iz občine Hajdina vsebuje osebnosti, ki so se tu rodile, umrle ali delovale. 
Občina Hajdina ima 7 vasi: Zgornja Hajdina, Spodnja Hajdina, Slovenja vas, Skorba, Hajdoše, Gerečja vas in Draženci.

## Politika
- Anton Pesek, podjetnik, politik, učitelj in založnik (1879, Draženci – 1955) (SB)
- Stanislav Glažar, športni delavec, športnik, gasilec, župan (1963, Ptuj) (OSP)
- Radoslav Simonič, župan (1998–2010) (1952, Ptuj) (OSP)

## Religija
- Vekoslav Skuhala, nabožni pesnik, pisatelj in duhovnik (1895, Trgovišče – 1966, Zgornja Hajdina) (SB)
- Matija Grosskopf, narodni buditelj in duhovnik (kaplan na Hajdini do leta 1842) (1799, Ljutomer – 1880, Selnica) (SB)
- Jurij Hauptmanič, humanist in duhovnik (župnik pri Sv. Martinu na Hajdini od 1677 do 1692) (1641, Slovenske Konjice – po 1700) (SB)
- Davorin Trstenjak, pisatelj, etimolog, zgodovinar, publicist, duhovnik (kaplan na Hajdini leta 1848) (1817, Kraljevci – 1890, Stari trg)
- Branko Cestnik, duhovnik, publicist, filozof, občinski nagrajenec (1965, Ptuj)
- Marijan Fesel, župnik župnije Sv. Martin Hajdina in naddekan (?, Zgornja Hajdina – )

## Šolstvo
- Valentin Pulko, šolnik (1871, Zgornja Hajdina – ?) (SB)
- Franc Ferk, zgodovinar, arheolog, muzeolog in častni občan občine Hajdina (svoj čas je učil na ptujski gimnaziji) (1844, Gomilica – 1925, Gradec, Avstrija)
- Angelca Glažar, učiteljica, zaslužna za razvoj dramskih skupin v občini Hajdina (neznano)

## Znanost
- Amand Rak, zdravnik in muzealec (vodil je arheološka izkopavanja na Spodnji Hajdini) (1847, Ljubljana – 1919, Maribor) (SB)
- Janez Gojkovič, prvi konservator in preparator v ptujskem muzeju, oče Viktorja Gojkoviča (1913, ? – 1995, ?)
- Valter Schmid, arheolog, etnograf, čebelar, duhovnik, redovnik, benediktinec (1875, Kranj – 1951, Gradec Avstrija) (SB)
- Viktor Skrabar, pravnik, notar in arheolog (v vasi Skorba v občini Hajdina je arheološko izkopal predmete iz latenske dobe) (1877, Ptuj – 1938, Ormož) (SB)
- Martin Vnuk, arheolog-amater (1845, Draženci – 1930, ?)
- Stanislav Gojkovič, prejemnik Steletove nagrade za življenjsko delo, arheolog in sodelavec Pokrajinskega muzeja Ptuj (neznano)
- Srečko Glodež, redni profesor na Fakulteti za strojništvo UM, vodja Laboratorija za vrednotenje konstrukcij (1965, Ptuj)
- Marjan Leber, profesor na Fakulteti za strojništvo UM, član inštituta QFD (Quality Function Deployment) v Kölnu v Nemčiji in ustanovni član TRIZ Kompetenzentrum v Gradcu, Avstrija (?, Ptuj)
- Maja Turnšek Hančič, predavateljica na Fakulteti za turizem UM (neznano)
- Janez Artenjak, ekonomist (1939, Spodnja Hajdina) (SB)

## Kultura
- Samo Marija Strelec, gledališki režiser, prevajalec, kulturni delavec, publicist (1966, Ptuj) (OSP)
- Jože Skok, eden od prvih režiserjev v gledališki skupini KD Skorba (?, Spodnja Hajdina – ?, Spodnja Hajdina)
- Peter Malec, poklicni režiser in prvi mentor gledališke skupine KD Skorba (1909, Kranj – 1986, Ptuj)
- Jožica Skok, igralka in režiserka (?, Spodnja Hajdina – 1997, Spodnja Hajdina)
- Franci Mlakar, igralec in režiser (neznano)
- Silvo Vučak, igralec in režiser (neznano)
- Matevž Cestnik starejši, režiser, igralec in lesostrugar (neznano)
- Maksimiljan Kampl, član KPD »Stane Petrovič«, igralec, režiser, ljudski pevec (neznano, Zgornja Hajdina)
- Albin Pišek, turistični delavec (1930, Hajdina – 2011, Ptuj)

## Umetnost
- Franc Jeza, časnikar, publicist in pisatelj (1916, Spodnja Hajdina – 1984, Trst, Italija)
- Oton Bajde, violončelist in glasbeni pedagog (jeseni 1925 je postal učitelj v Hajdini) (1906, Zadar ,Hrvaška – 1993, Ljubljana)
- Valentin Žumer, dirigent, skladatelj in zborovodja (po njem je poimenovano tudi Kulturno društvo Valentin Žumer iz Hajdoš) (1911 – 1986)
- Viktor Gojkovič, akademski kipar in restavrator, ki je v domačem kraju pred občinsko stavbo postavil tudi spominsko obeležje Francu Jezi  (1945, Ptuj) (OSP)
- Tom Hajšek, pianist in prof. klavirja na GŠ Karol Pahor Ptuj, akademski glasbenik in dirigent (neznano)
- Primož Vidovič, glasbenik, pisatelj, diplomirani filozof in komparativist ter magister kognitivne znanosti, član opernega zbora v Düsseldorfu (Deutsche Oper am Rhein) (1995, Ptuj)
- Darko Brlek, klarinetist in glasbeni menedžer (1964, Ptuj)

## Društva
- Ivan Ogrinc, zaslužni sodelavec ter predsednik Kulturnega društva Skorba (1943, Ptuj)
- Anton Glažar, ustanovni član PGD Hajdoše (1938, Hajdoše –)
- Alojz Bedrač, ustanovitelj in častnik poveljnik PGD Hajdoše (1925, Zgornja Hajdina – ?)
- Janez Šket, kaplan in pobudnik ustanovitve Bralnega društva (leta 1913 med 1. sv. vojno v prostorih društva naselijo tudi begunce s Poljske. Kasneje Šketa razglasijo tudi za častnega člana društva) (?, Hajdoše – ?)
- Franc Školiber, prvi predsednik Bralnega društva (?, Zgornja Hajdina – ?)
- Marija Zelenik, v Bralnem društvu izstopa kot izjemna govornica, slavnostna govornica je bila tudi na Slomškovi slovesnosti (?, Zgornja Hajdina – ?)

## Vojska
- Stane Petrovič, partizan, padel 1944 v borbi z nemško patruljo v Halozah (? – 1944, Haloze)
- Padli borci v NOB iz Občine Hajdina so Joža Vaupotič, Stanko Petrovič, August Pepič, Maks Ježa, Janez Hentag, Franc Paveo, Janez Tomanič in Franc Cestnik.
- Kot talci in talke so bili ustreljeni občani Alijz Zajšek, Milan Ošlovnik, Franc Graber, Franc Koren, Ivan Klaneček, Franc Rozman, Jakob Rodošek, Marija Zajšek, Amalija Vidovič in Alojz Koželj.